# Hadewijch (schrijfster)
Hadewijch was een 13e-eeuwse Brabants dichteres en mystica die beschouwd wordt als een voorloper van Jan van Ruusbroec. Vaak wordt er naar haar verwezen als Hadewijch van Antwerpen, hoewel dit eigenlijk een latere toevoeging is. De teksten die van haar zijn overgeleverd, visioenen, liederen en brieven, werden in een Zuid-Brabantse variant van het Middelnederlands geschreven. Naar alle waarschijnlijkheid was zij een begijn, maar aangezien er geen getuigenissen over haar leven zijn bewaard, is vrijwel niets met zekerheid over haar bekend. Haar oeuvre, waaronder Strofische gedichten en Brieven, is in de tweede helft van de 13e of de eerste helft van de 14e eeuw tot stand gekomen. Waarschijnlijk woonde ze in het Hertogdom Brabant en was ze afkomstig uit een gegoede familie. Mogelijk valt ze te identificeren met de Brusselse begijn Bloemardinne.

## Leven

### Periode
Hadewijch leefde in de 13e of - wanneer ze inderdaad met de 'ketterin' Bloemardinne kan worden vereenzelvigd - in de 14e eeuw. Een vergelijking van de Lijst der volmaakten met de historische gebeurtenissen uit haar tijd, deed de Vlaamse literatuurhistoricus Jozef van Mierlo besluiten dat deze Lijst moest geschreven zijn tussen 1238 en 1244. Onderzoekers in zijn spoor plaatsen het hoogtepunt van Hadewijchs literaire productie tegen het midden van de 13e eeuw, waarbij de periode van haar leven zich zou kunnen uitstrekken van ongeveer 1200 tot ongeveer 1260. Andere onderzoekers zijn geneigd Hadewijch te identificeren met Bloemardinne en situeren haar bijgevolg eind 13e, begin 14e eeuw. Dit werd eind 19e eeuw betoogd door Karel Ruelens en Paul Fredericq. Moderne historici die Van Mierlo's vroege datering problematisch vinden, bliezen de theorie nieuw leven in.

### Woonplaats(en)
Eén manuscript vermeldt op het schutblad: van de zalige Hadewijch van Antwerpen. Dit is echter een veel latere toevoeging. Hadewijch is overigens nooit zalig noch heilig verklaard door de Katholieke Kerk. Aangezien het vooral kloosters uit het Brusselse waren die in het bezit bleken van de oudste kopieën van haar werken, is het niet onwaarschijnlijk dat ze minstens een tijd in Brussel verbleef. Van Bloemardinne (Heilwijch Bloemaert) is de Brusselse afkomst bekend. Hadewijchs Middelnederlands ("Diets") is zeker Brabants van inslag, al zeggen sommige onderzoekers dat dit weinig bewijst over Hadewijchs afkomst of verblijfplaats: het is denkbaar dat kopiisten verantwoordelijk waren voor een verbrabantsing van haar taal. Van Hadewijch zelf is immers geen letter autograaf bewaard: alle beschikbare manuscripten zijn kopieën uit latere eeuwen. Voor die teksten waarvan meer dan één manuscript bewaard bleef zijn overigens de dialectverschillen vaak zeer groot: te groot om het origineel unaniem te kunnen lokaliseren, en dat het grootste aantal van de manuscripten in het toen Zuidelijke deel van Brabant teruggevonden werd, kan er even goed aan gelegen hebben dat Jan van Ruusbroec en zijn omgeving zulke grote fans van haar waren.
Indirecte aanwijzingen uit de Brieven en de Lijst der volmaakten duiden er op dat Hadewijch naar alle waarschijnlijkheid op verschillende plaatsen woonde, en daarnaast ook reizen ondernam. Samenvattend houden de meeste onderzoekers het er op dat Hadewijch waarschijnlijk in meer dan één stad in en/of rond het toenmalige Brabant gewoond heeft. Brabant strekte zich in die tijd verder uit dan de grenzen van de provincies Noord-, Vlaams- en Waals-Brabant in België en Nederland: ook de Belgische provincie Antwerpen maakte deel uit van het Brabant van Hadewijchs tijd. In Nederland wordt Hadewijch zonder probleem als Nederlandse beschouwd: ze dook op als nr. 123 op de lijst van grootste Nederlanders (ter vergelijking: in België strandde zij op de 74e plaats voor de Nederlandstaligen, zonder voor te komen op de lijst van 100 Belgen die door de Walen genomineerd werden).

### Sociale status en culturele achtergrond
Hadewijch was ongetwijfeld van gegoede afkomst, misschien zelfs van adel. Zij was zowel met Latijnse theologische teksten als met een overwegend Franse traditie van minneliederen (chansons) vertrouwd: voor een vrouw was dat in die tijd op zich al uitzonderlijk, en enkel denkbaar in milieus met financiële armslag. Ook de reizen die zij blijkbaar maakte, zijn alleen mogelijk vanuit die veronderstelling. Haar talenkennis getuigt van een meer dan gewone eruditie. Naast het Diets beheerste zij ook het Frans en Latijn en ze deinsde er niet voor terug om in discussie te treden met vooraanstaanden uit haar tijd.
Hadewijch bleek ook verbazend onafhankelijk: een enkele keer vertaalde en hertaalde ze iets van een tijdgenoot en er zijn voldoende aanwijzingen dat ze goed op de hoogte was van wat er in haar tijd te koop was. Het beeld dat van Hadewijch beklijft is echter vooral dat van een persoon die in denken en handelen enorm zelfbewust was, en in totale onafhankelijkheid haar eigen keuzes maakte.

### Hadewijch en de begijnenbeweging
Hadewijch was zeker geen kloosterlinge: daarvoor is zij te vrijgevochten. Dat zij een begijn zou geweest zijn wordt door sommige commentatoren (bijvoorbeeld N. de Paepe) bestreden, terwijl anderen het juist heel waarschijnlijk achten dat zij een sleutelrol speelde in de vroege begijnenbeweging.
In de Lijst der volmaakten noemt zij een begijn die door een inquisiteur vermoord werd. Dit is minstens een duidelijk statement: in de strijd voor emancipatie die de begijnen in de vroege 13e eeuw voerden stond zij aan de kant van de begijnen, tegen de kerkelijke inquisitie.
Alhoewel er vanaf de vroege 13e eeuw begijnen waren, en er vanaf het tweede kwart van de 13e eeuw in de lage landen begijnhoven gesticht werden, vaak van officiële zijde (bijvoorbeeld met actieve steun van de gravinnen en gezusters Johanna en Margaretha van Constantinopel), verliep de erkenning van kerkelijke zijde aanvankelijk erg stroef, en werd slechts tegen het eind van de 13e eeuw een feit, dankzij Maria van Oignies, wier hagiografie door haar biechtvader naar Rome werd gestuurd.
Begijnen werden nogal eens van heterodoxie beschuldigd, zoals in 1310 toen een van de bekendste slachtoffers van de begijnenvervolging Margarete Porete op de brandstapel stierf, met haar boek “Spiegel der eenvoudige zielen”, een werk dat later herontdekt werd. Ook hele begijnhoven werden door de opkomende repressie tegen vrouwen gekenmerkt toen het Concilie van Vienne (1311-12) opriep tot maatregelen tegen ‘ketterse’ begijnen.
Ter verduidelijking moet gezegd worden dat niet alle begijnen in die tijd in begijnhoven woonden: een handvol religieus geïnspireerde vrouwen kon bijvoorbeeld ook in een gewoon huis samenwonen, of ermee verbonden zijn zonder in hetzelfde huis te wonen. Zulke vrouwen konden ook mulieres religiosae ("religieuze vrouwen") genoemd worden, wat in die tijd ongeveer samenviel met het begrip begijn.
Het is zeer aannemelijk dat wanneer Hadewijch in haar brieven haar vriendinnen aanspreekt, zij spreekt tot zulke vroege gemeenschappen van religieuze vrouwen, buiten de context van een klooster. De manier waarop zij haar vriendinnen aanspreekt, laat zich zeker verenigen met een rol als leidster van één of meer van zulke gemeenschappen (gezelschappen, zoals het toen heette).

## Werken

### Brieven
Een bundeling van 31 van Hadewijchs brieven is in verschillende manuscripten overgeleverd. Het betreft zonder twijfel een bewust geredigeerde verzameling. Dit wil niet zeggen dat deze verzameling niet zou teruggaan op werkelijk door Hadewijch afzonderlijk verstuurde brieven (er is te veel petite histoire om als loutere traktaten beschouwd te kunnen worden), maar het samenvoegen van deze (excerpten van) brieven gebeurde mogelijk door een redacteur. Daarbij is het niet erg waarschijnlijk dat een chronologische ordening als leidraad gold. De verzameling vermeldt namelijk geen enkele datum: pogingen om deze brieven een datering of chronologische orde te geven blijven afhankelijk van al dan niet stevig te onderbouwen veronderstellingen en van literaire interpretatie. In recent filologisch onderzoek, onder meer door Jo Reynaert (Universiteit Gent) en Wybren Scheepsma (Universiteit Leiden), worden twijfels geuit over de authenticiteit van sommige van Hadewijchs Brieven, bijvoorbeeld brief 28 en 10, die niet door haar geschreven zouden zijn. Die theorie impliceert dat men het auteurschap en de auteur van Hadewijch met enige voorzichtigheid moet hanteren.
Van enkele brieven kan men met zekerheid stellen dat ze niet in hun geheel in de verzameling opgenomen werden, van sommige brieven ontbreekt bijvoorbeeld de aanhef. De brieven schijnen aan meer dan één persoon gericht te zijn. Slechts in een enkel geval wordt een geadresseerde bij name genoemd. Toch wordt het algemeen verband snel duidelijk: de geadresseerden zijn waarschijnlijk allen vrouwen, die op dezelfde manier als Hadewijch religieuze diepgang in hun leven zoeken, alsook het beoefenen van de liefde voor de naaste in allerlei praktische werken.
Eén ordeningsprincipe van de verzameling schijnt alvast te zijn dat meer theoretisch-mystieke traktaten afgewisseld worden met kortere, directe brieven met praktische raadgevingen, vriendschapsbetuigingen, overbrengen van groeten, enzovoort. De traktaten die zich niet eenvoudig laten lezen, worden naar het einde van de bundel ook steeds gedetailleerder, waarbij regelmatig eerdere thema's breder uitgewerkt worden. De gedachten nemen een steeds hogere vlucht. Aangezien hieruit blijkt dat de samenvoeging van de briefuittreksels minstens door een zeer geïnspireerde geest gebeurde, heeft Hadewijch hierin wellicht zelf de hand gehad.
Enkele thema's uit de Brieven:
- In de eeuw voor Hadewijch tekende zich een tegenstelling af tussen een rationalistische benadering van de theologie (onder andere Pierre Abélard) en een meer gevoelsmatige (onder andere Bernardus van Clairvaux). Voor Hadewijch schijnt het erop neer te komen dat de rede (de rationaliteit) en de minne (de liefde) elkaar op een punt ontmoeten, namelijk waar de liefde zich uit in praktische werken. Op dit punt begint bij Hadewijch de mystieke ervaring.
- Hoe men zijn innerlijke sterkte bewaart in tijden van tegenslag en vervolging.

### Berijmde brieven
Van de Berijmde brieven, ook Rijmbrieven of Mengeldichten genoemd, worden alleen de eerste zestien als onbetwistbaar van Hadewijchs hand beschouwd.
De Berijmde brieven hernemen vooral thema's uit de Brieven, maar dan in een eenvoudiger, schematischer vorm. De berijmde brieven hebben ook weinig van de complexe versschema's van de Strofische gedichten. Het lijkt er op dat ze geschreven werden voor tijdgenoten om in een eenvoudig te memoriseren "formaat" met de essentie van wat Hadewijch te vertellen had vertrouwd te raken.

### Strofische gedichten
Hadewijch schreef met haar 45 Strofische gedichten oorspronkelijke Middelnederlandse poëzie: ze maakte geen gebruik van een brontekst. Wel is zij duidelijk beïnvloed door de middeleeuwse minneliederen (chansons) zoals deze door troubadours in heel Europa verspreid raakten, als uitdrukkingsmiddel bij uitstek van de hoofse liefde. Naar uiterlijke kenmerken gaat dat onder meer over de typische inleiding met een natuurthema, het centrale thema van de (haast altijd onvervulde) liefde, de slotstrofe met de "moraal van het verhaal" en/of opdracht, en soortgelijke kenmerken.
Waar de traditionele chansons doorgaans geschreven werden vanuit het standpunt van een ridder die smacht naar een of andere edele vrouw, liggen de rollen bij Hadewijch totaal anders: De geliefde waarnaar gesmacht wordt is de Minne, Gods liefde in een min of meer menselijke gedaante, met andere woorden doorgaans Christus, en de smachtende is de ik-persoon, Hadewijch zelf.
Onderzoek van Frank Willaert toonde aan dat men de Strofische gedichten kan zingen, en dat het voor een groot aantal daaronder zelfs min of meer eenduidig te bepalen is welke zangwijze Hadewijch voor ogen had bij het schrijven van deze gedichten. In 1992 toonde Louis Grijp aan dat de strofische gedichten oorspronkelijk liederen waren. Door middel van contrafacten in de Liederenbank vond hij van enkele gedichten de melodie terug. Deze zijn ondertussen op cd verschenen (Camerata Trajectina, Pacxken van Minnen. Middeleeuwse muziek uit de Nederlanden (1992)).

### Visioenen
Hierin is vooral Hadewijch als mystica aan het woord. De beeldspraak en symboliek die in Hadewijchs Visioenen aan bod komen doen erg denken aan het taalgebruik in de Openbaring van Johannes. De voorstellingen zijn echter ook verbazend zinnelijk: als Hadewijch (bijvoorbeeld in het zevende visioen) haar eenwording met Christus beschrijft, laat zij haar verbeelding voluit spreken.
Hier volgt een voorbeeld van deze specifieke bruidsmystiek: Na een passage waarin Hadewijch beschrijft hoe ze ligt te schokken en te beven van fysiek en geestelijk verlangen naar "Hem", komt Christus tot haar:
| Daarna quam Hi selve te mi, ende nam mi altemale in sine arme ende dwanc mi ane Hem; ende alle die lede die ic hadde gevoelden der siere in alle hare genoegen na miere herten begerten na miere menscheit. Doen werdic genoeget van buten in allen vollen sade. (...), maar saan in corter uren verlosic dien schonen man van buten in siene in vormen, ende ic sachen (...) al smelten in een, sodat icken buten mi niet en conste bekinnen noch vernemen, ende binnen mi niet bescheden. Mi was op die ure ochte wi een waren sonder differencie. | quam: kwam - Hi: Hij (=Christus) - te mi: tot mij - altemale: geheel en al - in sine arme: in zijn armen - dwanc mi ane Hem: drukte mij tegen Zich aan - alle lede die ic hadde: al mijn ledematen - gevoelden: voelden - der siere: de zijne - in alle hare genoegen: in al hun weldaad - na miere herte begerten: zoveel als mijn hart begeerde - na miere menscheit: in mijn hoedanigheid als mens - Doen: toen - werdic: werd ik - genoeget:voldaan - van buten: aan de buitenkant - in allen vollen sade: tot volledige verzadiging - saan in corter uren: weldra na een korte tijd - verlosic: verloor ik - in siene in vormen: in een zichtbare vorm - sachen: zag hem - smelten in een: samensmelten (met Hadewijch) - icken: ik Hem - niet en: niet - conste: kon - bekinnen noch vernemen: waarnemen noch zien - binnen mi niet bescheden: binnen mij niet (als) onderscheiden (van mezelf) kon (waarnemen) - Mi was: Het was mij - op die ure: op dat moment - ochte wi een waren sonder differencie: alsof we één waren zonder onderscheid. |
| Dit was al (...) in siene ende in gevoelne van buten, also lief met lieve ontfaan mach in aller voller genoechten van siene ende van hoorne, van vervaarne deen inden anderen. Hierna bleef ic in enen vervaarne in mijn Lief, dat ic al versmalt in Hem, ende mi mijns selves niet en bleef; (...) | in siene en in gevoelne van buten: (in) een uitwendig zien en voelen - also: zoals - lief: (een) (ge)liefde - lieve: liefde - ontfaan: ontvangen - mach: kan (worden) - in aller voller genoechten: in alle volle geneugten - siene: zien - hoorne: horen - vervaarne deen inden andereren: opgaan de ene in de andere - in enen vervaarne: in eenheid opgegaan - dat ic versmalt: zodat ik versmolt - mi mijns selves niet en bleef: buiten mezelf geraakte |

### Lijst der volmaakten
De Lijst der volmaakten is een "aanhangsel" van de Visioenen. Er is ook een later manuscript van de Strofische gedichten met deze Lijst der volmaakten als aanhangsel.
De Lijst der volmaakten is géén formele lijst van personen die door de katholieke kerk heilig (of zalig) verklaard werden, maar een door haar gemaakte opsomming van voorbeeldige personen. Naast enkele bekende heiligen, zoals Bernardus van Clairvaux, noemt Hadewijch ook verschillende onbekende tijdgenoten, die zij zich tot voorbeeld stelt, soms in afwijking van de kerkpolitiek. Zo noemt ze bijvoorbeeld een door de kerkelijke inquisitie ter dood veroordeelde ketterse begijn.

## Nawerking

### Theologie en mystiek
Willem van Saint-Thierry en Bernardus van Clairvaux waren haar voornaamste leermeesters op het gebied van mystiek. Waar dezen zich uitdrukken in beelden uit het Hooglied, beschouwt Hadewijch zichzelf met hart en ziel als minnares van God. Alleen laat deze minne nooit een werkelijke ontmoeting toe, zo oordeelt zij, enkel een zeer dichte benadering soms, een extase die zij "orewoet" noemt.
Vooral Jan van Ruusbroec en zijn omgeving schijnen vanaf de 14e eeuw regelmatig uit Hadewijchs mystiek en leer te putten. Van Ruusbroec wordt gezegd dat hij een theologisch systeem rond Hadewijchs mystieke benadering bouwde. Een andere theoloog, uit Ruusbroecs omgeving, noemde Hadewijch een heylich glorieus wijf.
Zowel Hadewijch als Ruusbroec worden gezien als een onderdeel van wat naderhand de Brabantse mystiek genoemd werd.

### Moderne studies en vertalingen

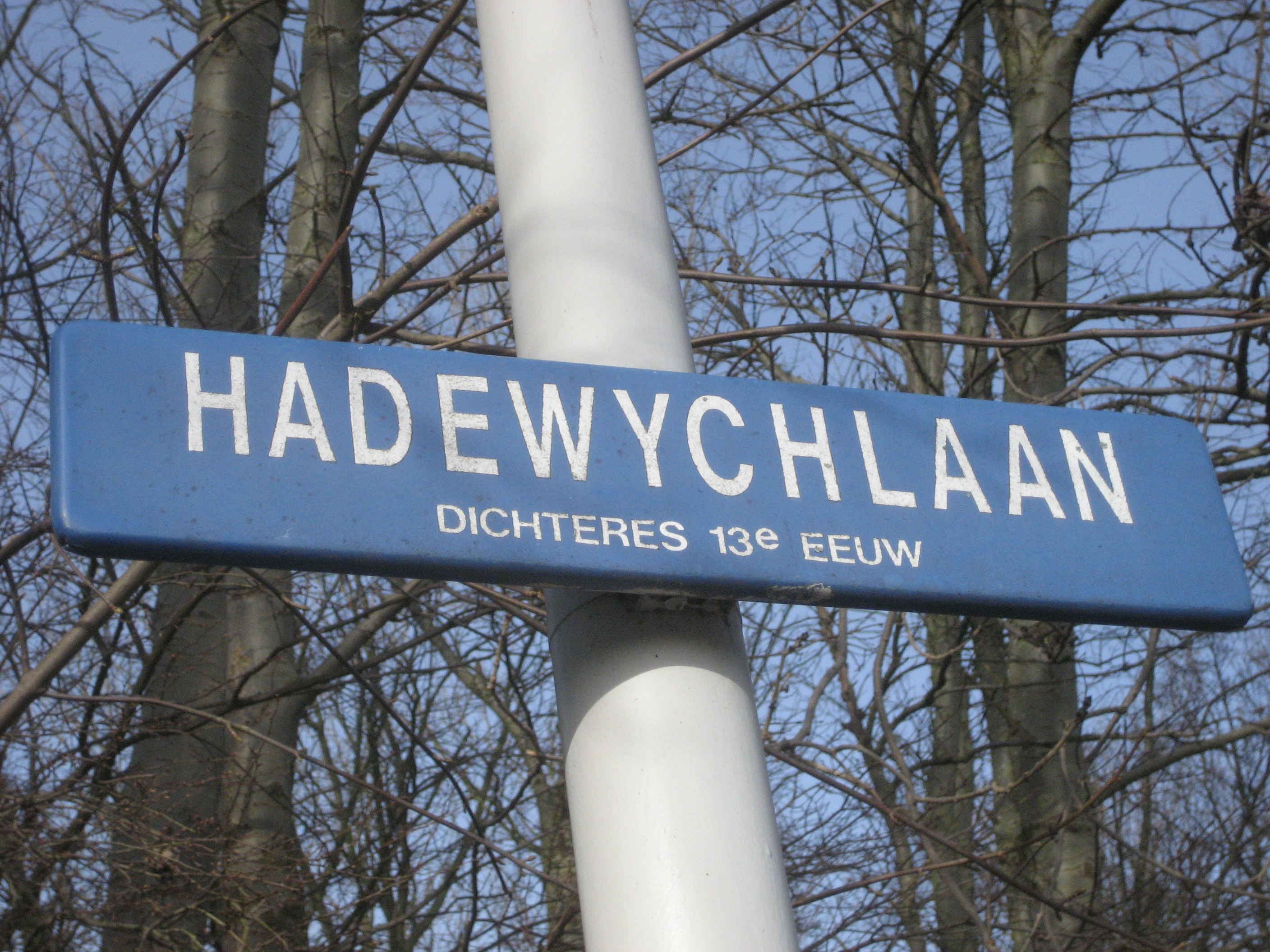
Hadewychlaan (Leiden)

Vanaf de 20e eeuw komen ook de literaire kwaliteiten van Hadewijch in het vizier. De eerste onbetwistbare autoriteit in Hadewijch-studies in de 20e eeuw is pater Jozef Van Mierlo sj. Alhoewel het in eerste instantie dus vooral nog religieuzen zijn die over Hadewijch schrijven, haar inleiden en hertalen, en haar teksten van voetnoten voorzien, kunnen dezen hun bewondering voor hoe ze met taal omgaat steeds minder verbergen.
Vanaf de tweede helft van de 20e eeuw verschenen ook, naast hertalingen naar modern Nederlands, verschillende vertalingen van Hadewijchs werken in het Engels, het Duits, het Frans en andere talen.

## Uitgaven van Hadewijchs werken (selectie)
- Jozef van Mierlo verzorgde voor alle werken van Hadewijch uitgaven van de tekst, en commentaren, tussen 1912 en 1952.
  - Mengeldichten: Hadewijch; [uitgeg.] door J. van Mierlo Jr. - Brussel: Nml. Belg. Boekhandelmij., Leuven: Vlaamsche Drukkerij, 1912.
  - Hadewijch. Visioenen. Deel 1: Tekst en commentaar, Deel 2: Inleiding, 1924-1925
  - Hadewijch. Strophische gedichten, 2 delen, Antwerpen, Standaard-Boekhandel, 1942
  - Hadewijch. Brieven, 2 delen, 1947
  - Hadewijch. Mengeldichten, Antwerpen, Standaard-Boekhandel, 1952
- Marie van der Zeyde promoveerde in 1934 op Hadewijch en verzorgde twee jaar later de uitgave Brieven van Hadewijch. In de oorspronkelijke tekst en in Nieuw-Nederlandse overzetting met aantekeningen uitgegeven door dr. M.H. van der Zeyde (voor de Seven Sinjoren uitgegeven door De Sikkel te Antwerpen, 1936, in 450 exemplaren).
- N. de Paepe verzorgde naast verscheidene hertalingen (1954 - 1983) ook een heruitgave van (J. Van Mierlo's) Hadewijch, een bloemlezing uit haar werken (1979, Elsevier Nederland, ISBN 9010020908), met een nieuwe inleiding.
  - Hadewijch. Strofische gedichten - een keuze uitgelezen door dr. N. De Paepe. Gent - Leuven; Story Scientia; 1974; 3e druk; Twee delen. deel 1: de strofische gedichten. deel 2: grondige studie.
- Paul Mommaers maakte verschillende nieuwe hertalingen, schreef inleidingen en toelichtingen, en ook: Hadewijch, Schrijfster - Begijn - Mystica, 1989, Altiora (Averbode) - ISBN 9031708127 en Kok-Kampen - ISBN 9024206278
- Hadewijch, Mengeldichten of Rijmbrieven, hertaald door M. Ortmanns-Cornet, 1988, Tabor, Brugge - ISBN 9065970142
- Hadewijch, Visioenen, vertaling door Imme Dros met een inleiding en teksteditie door Frank Willaert, Amsterdam 1996 - ISBN 9035116380
- Die minne es al / [samenst.] Frans van Bladel. - Leuven: Davidsfonds/Literair, 2002.
- Hadewijch, Liederen, uitgegeven, ingeleid, vertaald en toegelicht door Veerle Fraeters & Frank Willaert, met een reconstructie van de melodieën door Louis Peter Grijp, incl. vier cd's, Historische Uitgeverij, Groningen 2009.